# Plasticant

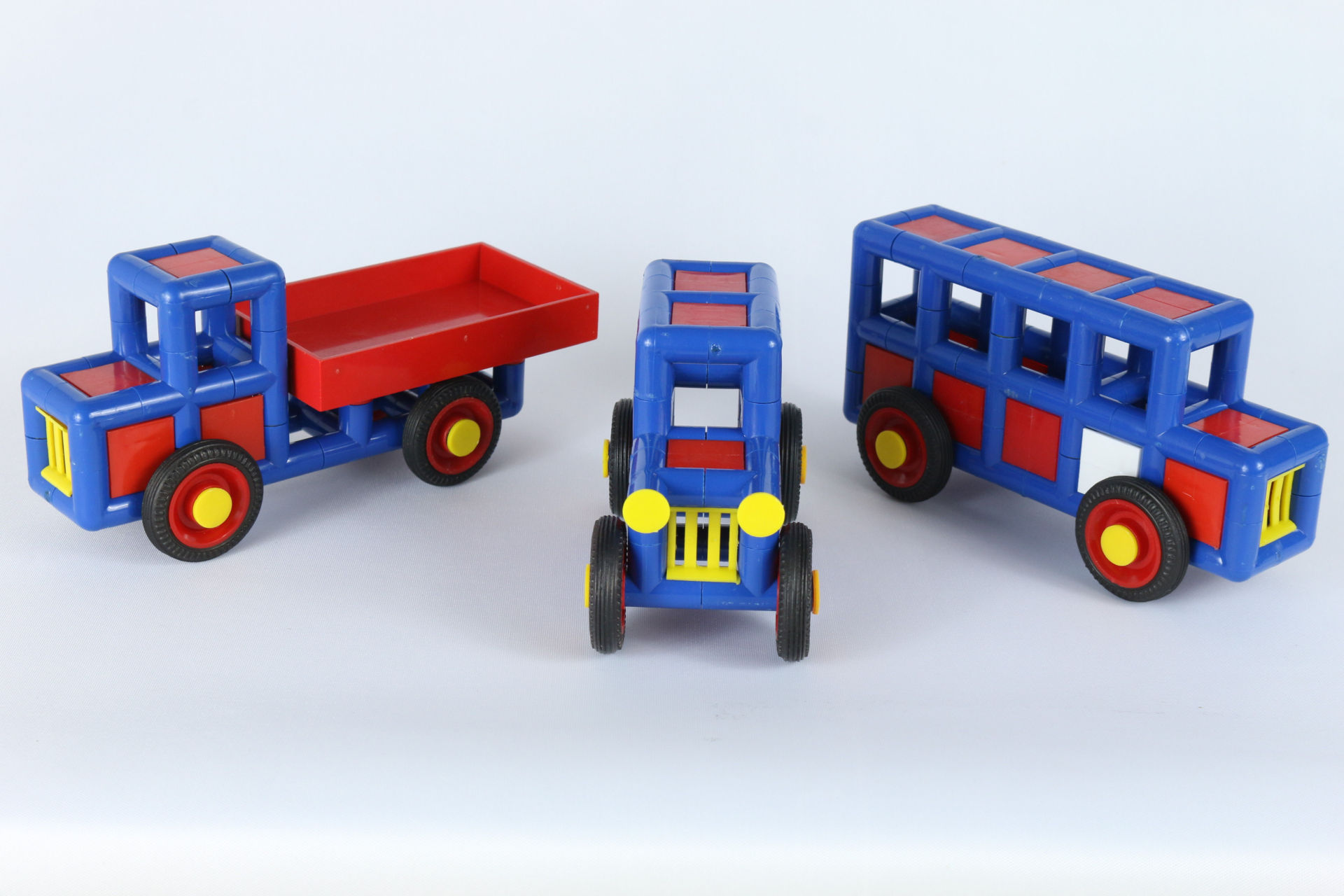
Plasticant Autofiguren

Plasticant ist ein Kunststoff-Konstruktions-Baukastensystem. Es besteht aus zumeist blauen, rohrförmigen Einzelelementen, die mittels gelber Kunststoffdübel verbunden werden. Daneben gibt es rote, gelbe und weiße Flächenelemente in verschiedenen Größen sowie technische Elemente wie Räder, Zahnräder, Zahnschnecken bis hin zu Elektromotoren. Wie bei den heute bekannteren Systemen Lego oder Fischertechnik können so aus einfachen Kunststoffteilen komplexe Modelle gebaut werden. Das System wandte sich sowohl an Kleinkinder ab etwa 4 Jahren und mit seinen teilweise komplexen technischen Bauteilen auch an Jugendliche.
Es wurden sowohl Komplettbaukästen, die es ermöglichten mit den enthaltenen Elementen die auf den Verpackungen abgebildeten und auch andere Figuren zu bauen, als auch Zubehörpakete, die meist Sonderteile wie Zahnräder, Achsen oder Kranhaken beinhalteten, angeboten. Verbreitete Komplettbaukästen waren insbesondere die mit römischen Zahlen gekennzeichneten frühen Angebote Plasticant I – V.

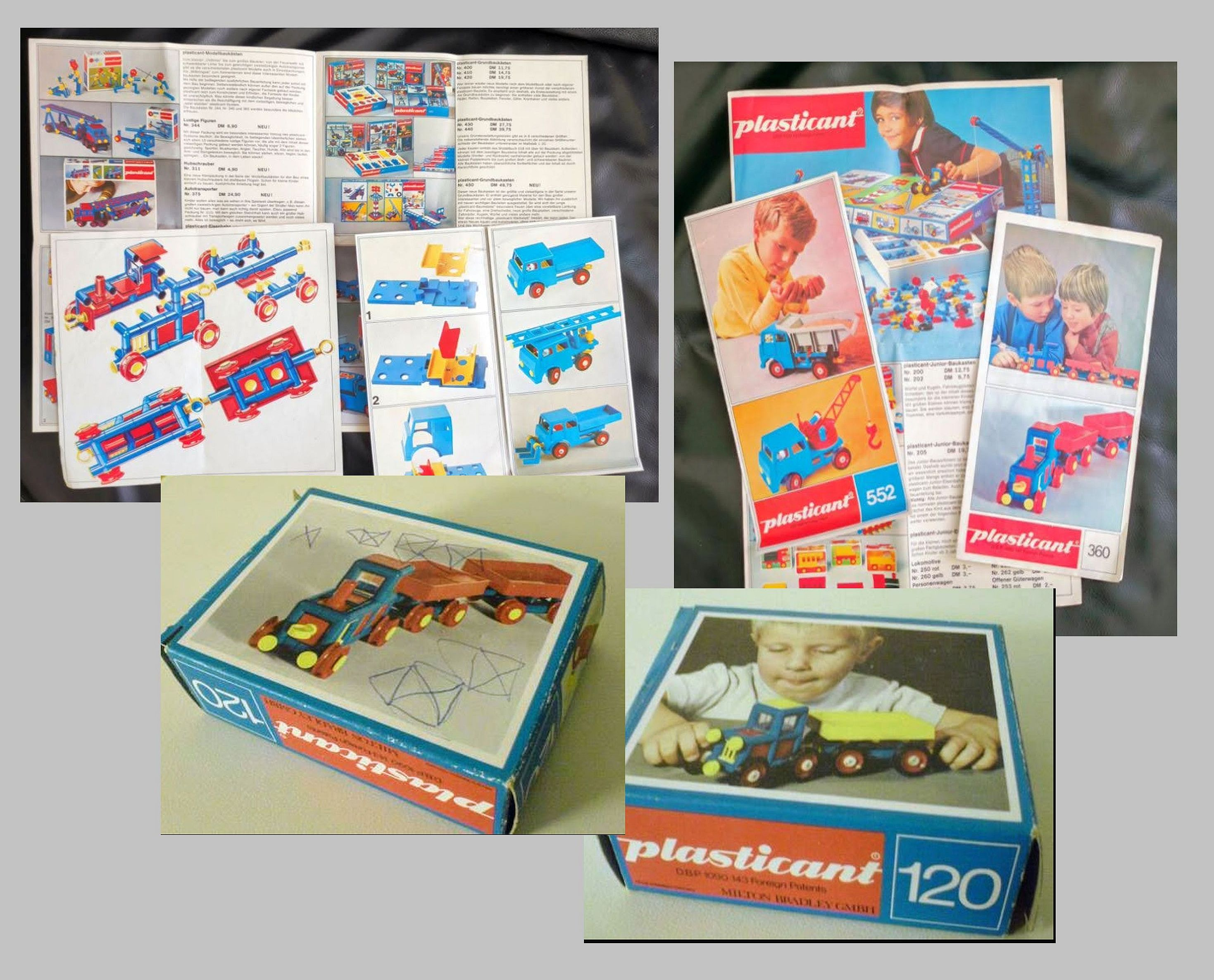
plasticant Schachteln und Packungsbeilagen (1960er & 1970er Jahre)

Der Ungar Jenö Paksy erfand das System und meldete es 1948 in Ungarn unter dem Namen Java und in Deutschland am 18. November 1958 zum Patent an. Plasticant wurde zuerst von dem Unternehmen Franken Plastik in Fürth hergestellt. Im Jahr 1972 wurden die Herstellungsrechte an den amerikanischen Spielwarenhändler Milton Bradley Company verkauft. Dort änderte man die Farben der Bauteile: hellblau wurde dunkelblau, hinzu kamen die neuen Farben rot, gelb und silber. Zudem wurden andere Räder, Bausteine und zusätzliche Zubehörteile wie z. B. Führerhäuser und Schaufeln für Bagger usw. gefertigt. 1974 wurde die Produktion eingestellt.
Heute in Deutschland erhältlich sind das Plasticant-Mobilo-System des deutschen Herstellers Plasticant Mobilo GmbH und das Java Peppino-System des ungarischen Herstellers Peppino-Impex GmbH. Beide Nachfolgesysteme bieten weniger technisch aufwändige Elemente wie beispielsweise Elektromotoren als das ursprüngliche Plasticant der 60er und 70er Jahre und fokussieren ihr Angebot auf das Spielwarensegment für kleinere Kinder. Die Firma Plasticant Mobilo präsentierte bereits 1978 auf der Nürnberger Spielwarenmesse ihr Nachfolgesystem, Peppino-Impex produziert seit 2001.
Das Unternehmen Franken Plastik besteht noch heute (2022), baut jedoch kein Spielzeug mehr.